# Вислока
Вислока (пољ. Wisłoka) је река у Пољској. Дуга је 164 km. Улива се у Вислу. 